# Antisemitismo en Venezuela

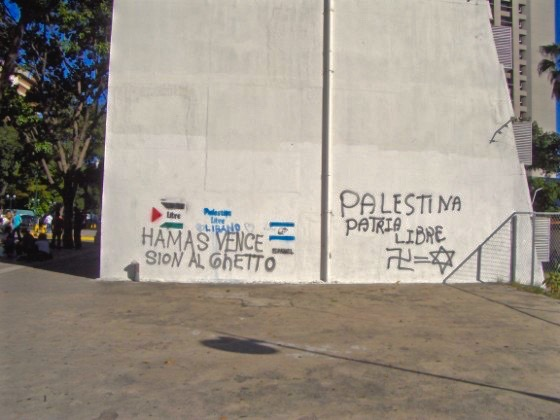
Pintada antisemita en Caracas reivindicando al grupo palestino yihadista Hamás.

El antisemitismo en Venezuela ha sucedido ocasionalmente en toda la historia de los judíos en Venezuela. Sin embargo, bajo las presidencias de ambos Hugo Chávez y Nicolás Maduro, este último de presunto origen judío sefardí, aunque desmentido por el mismo, las denuncias de antisemitismo crecieron tras las acciones y declaraciones del Gobierno Bolivariano de Venezuela, mientras que también se producen en los incidentes públicos. La población judía también disminuyó rápidamente bajo el gobierno bolivariano de acuerdo con el  Algemeiner Journal, con una población estimada de 22.000 en 1999, cayendo a cerca de 7.000 en 2015.

## sigloXIX
En 1827, un grupo de judíos sefarditas se trasladó de Curazao y se estableció en Coro, Venezuela. En 1855, los disturbios en Coro obligaron a toda la población judía, 168 individuos, de regreso a Curazao. La asimilación de los judíos en Venezuela era difícil, aunque pequeñas comunidades podían ser encontradas en Puerto Cabello, Villa de Cura, Carúpano, Río Chico, Maracaibo, San Cristóbal, Barcelona, y Barquisimeto.

## sigloXX
En junio de 1902 ocurrió otro episodio de antisemitismo en Coro durante el gobierno del general Cipriano Castro. Los judíos buscaron asilo en Curazao, el cual fue otorgado por el gobernador de la isla, J. O. de Jong van Beek, quien envió el buque de guerra "HNMLS Koningin Regentes" a protegerlos. De regreso a Curazao el buque trajo ochenta mujeres y niños a bordo. En julio de ese mismo año, el mismo barco fue enviado a La Vela de Coro por el resto de los judíos, y tan solo unos pocos se quedaron allí para proteger las propiedades de los exiliados.
Durante la primera mitad del siglo XX se mantenían restricciones a la inmigración de judíos.  Es preciso tener en cuenta que en el contexto en el que se produjeron las migraciones de judíos aún imperaban leyes restrictivas para poder darles refugio. El caso de los judíos se encontraba entre la lista de inmigrantes no deseables.
La Conferencia de Evian de 1938, convocada por el presidente Roosevelt para facilitar la emigración de refugiados de Alemania y de Austria, a la cual asistió Venezuela, no logró que la mayoría de los países del mundo abriera sus puertas a los judíos.
Son éstas las condiciones en las que hacen su aparición frente a las costas venezolanas dos barcos de bandera alemana, el Caribia y el Koenigstein, que venían de Hamburgo con una gran cantidad de pasajeros judíos. El Gobierno del General Eleazar López Contreras se distinguió por colaborar con los judíos errantes del Caribia y del Königstein, cuya descendencia constituye una gran parte de la actual comunidad judía asquenazí de Venezuela.
El Caribia hizo intentos de atracar, sin éxito, en las colonias británicas de Barbados y Trinidad y luego en La Guaira y Puerto Cabello, hasta que, habiendo enfilado hacia Curazao, recibe finalmente la autorización presidencial de desembarcar en Puerto Cabello, como resultado de los buenos contactos con el Gobierno de la dirigencia askenazí y sefardí, y especialmente, de Fortunato Benacerraf. 
Se publicó una lista de ellos con sus nombres, edad, lengua, estado civil y ocupación, de manera de ayudarlos a conseguir trabajo, y pronto la mayoría fue tomando su propio rumbo, muchos en Caracas, otros en Maracaibo y otros emigraron a los Estados Unidos. Entre ellos había abogados, médicos, industriales, pero también agricultores, sastres, tenedores de libros, fabricantes de ropa, relojeros, electricistas, etc.
Las restricciones inmigratorias se suprimieron a finales de 1950, sin embargo el presidente López Contreras nunca se arrepintió de la decisión de acogerlos y más bien se enorgullecía de la misma, pues a pesar del riesgo que representó, era el tipo de inmigración que quería para su país.
Fue reconocido en vida por su gestión de gobierno, considerada como histórica y fue respetado como ejemplo de civismo. López murió en Caracas el 2 de enero de 1973 a la edad de 90 años, siendo senador vitalicio.

## sigloXXI
De acuerdo con el Congreso Judío Latinoamericano, la comunidad judía de Venezuela tenía un estimado de 22.000 personas cuando el presidente Hugo Chávez asumió el poder en 1999. En los primeros años del siglo 21, el número de Judíos venezolanos que emigraron a Israel ha crecido de manera constante. El Algemeiner Journal declaró que la emigración judía de Venezuela se produjo debido a "la crisis económica del país... así como la retórica antisemita que ha marcado el apoyo del régimen izquierdista a Irán, Siria y las organizaciones islamistas palestinas como Hamas "y que" primero Chávez y ahora Maduro han encontrado usos políticos de la retórica antijudía".
En 2007, se informó de que la emigración resultó en un descenso de casi el 20 % de los 20.000 judíos que formaban parte de la "comunidad judía venezolana". El Congreso Judío Latinoamericano estima que en 2007, solo entre 12.000 y 13.000 judíos todavía vivirán en Venezuela. En noviembre de 2010, más del 50% de los venezolanos judíos había abandonado el país desde que Chávez llegó al poder, con algunos de los que permanecen detrás quejándose del "antisemitismo oficial". A principios de 2013, solo 9.000 judíos vivían en Venezuela, y a principios de 2015, se informó de que solo 7000 vivían en el país.
Actualmente, unos 7.000 judíos viven en Venezuela, frente a alrededor de 25.000 en la década de 1990. Los Estados Unidos fueron el primer destino, en particular Miami, Florida. Otros fueron a Israel, así como a Panamá, Colombia, Costa Rica y Guatemala.

### El incidenteSEBIN
En enero de 2013, 50 documentos fueron filtrados por el Analisis24 que muestran que el "Servicio Bolivariano de Inteligencia Nacional" SEBIN había estado espiando "información privada sobre judíos venezolanos prominentes, organizaciones judías locales y diplomáticos israelíes en América Latina". Parte de la información que se recopiló por operaciones SEBIN incluía fotos de oficinas, domicilios, números de pasaporte y los itinerarios de viaje. Se cree que los documentos filtrados eran auténticos de acuerdo con múltiples fuentes que incluyen a la ADL, que declaró: "es escalofriante leer los informes que el SEBIN recibió instrucciones para llevar a cabo operaciones de vigilancia clandestinas contra los miembros de las comunidades judías".

### Incidentes públicos
El Instituto Roth informó en 2002 que partidarios de Chávez se mostraron vistiendo camisetas con las inscripciones "Jerusalén será nuestra" y "Afuera Israel, solidaridad con la causa palestina".
En su informe anual de 2004, el Instituto Roth dijo que la Sinagoga judía sefardí "Tiferet Israel" fue atacada en varias ocasiones después de un mitin patrocinado por el gobierno el 16 de mayo en donde los eslóganes "No permitir que Colombia sea el Israel de América Latina", "Sharon es un asesino del pueblo palestino", "Viva el pueblo palestino armado" y "Palestina libre", fueron escritos en las paredes de la ciudad.
El informe de 2004 del Instituto Roth señaló una serie de incidentes, incluyendo la incursión armada llevada a cabo por las fuerzas de seguridad en noviembre en la escuela primaria y secundaria judía en Caracas, que describió como "quizás el incidente más grave en la historia de la comunidad judía". Asimismo, declaró que "los partidarios de Chávez fueron responsables de numerosas manifestaciones antisemitas, incluyendo profanaciones repetidas de la Sinagoga Tiferet Israel de rito sefardí". The Miami Herald y el Jewish Times reportaron sobre casos de emigración de judíos de Venezuela debido a presuntas preocupaciones por el antisemitismo.

#### Incursión al Colegio Hebraica de 2004
Según el Departamento de Estado de los Estados Unidos, en noviembre del 2004, después de que un fiscal del gobierno venezolano Danilo Anderson fue asesinado, "el Gobierno utilizó los comentarios satíricos hechos por el periodista Orlando Urdaneta en un programa de la televisión estadounidense para aludir a la posible participación de Israel en el asesinato de Anderson". La Embajada de Israel negó cualquier implicación israelí, advirtiendo que las representaciones del Gobierno eran engañosas.
El 29 de noviembre de 2004, cuando los niños estaban llegando al "Colegio Hebraica", una escuela judía en Caracas, 25 miembros de la policía de investigación del país,  DISIP, irrumpieron en la escuela, algunos de ellos armados y encapuchados, y cerraron las puertas con los niños en el interior, para buscar en la escuela como parte de la investigación Anderson. Después de una búsqueda de tres horas, los niños fueron liberados. Posteriormente, la policía dijo que la búsqueda fue "infructuosa" y los funcionarios del Gobierno confirmaron que no habían encontrado nada.
El ataque fue condenado por el Centro Simon Wiesenthal, que calificó de una "acción antisemita, que se parece más a un pogromo que un procedimiento legal en el marco del estado de derecho". El Centro Wiesenthal dijo: "Al irrumpir en estas instituciones judías, se insinuó que toda la comunidad judía de Venezuela se asoció con este crimen y sugiere la responsabilidad colectiva en la que cada judío está en peligro."  Según el Instituto Roth, analistas de medios afirmaron que el ataque fue "una manera de amenazar a la comunidad judía y se relacionó con los vínculos del Gobierno a los países árabes y los países islámicos radicales. De hecho, en el momento de la redada, Chávez estaba de visita en Irán por las discusiones sobre el petróleo, un interés común para estos ambos estados antiamericanos ".
El Rabino Principal de Venezuela condenó la "economía de intimidación" del ataque, y señaló que "no hay una sola familia judía en Caracas que no fue afectada. Muchos de nosotros tenemos niños en la escuela, nietos, bisnietos-o amigos. Un ataque a la escuela es la manera más eficaz de poner un tope a toda la población judía".

#### Ataque a centro comunitario judío 2007
Según CAIV, (Confederación de Asociaciones Israelitas de Venezuela), agentes de la DISIP, la policía secreta, llevó a cabo una redada antes del amanecer en el Centro Social Cultural y Deportivo Hebraica) el día del Referéndum constitucional de Venezuela de 2007 en la que fueron derrotadas la propuesta de reformas constitucionales de Chávez. El martes siguiente, 2 de diciembre, representantes del referéndum de la CAIV publicaron una carta diciendo que decenas de agentes de la DISIP habían entrado por la fuerza el centro de la comunidad a las 12:40 a. m. en el día del referéndum, supuestamente en busca de armas y drogas. De acuerdo con la CAIV, los agentes de la DISIP se retiraron después de una búsqueda exhaustiva, sin encontrar irregularidades.
La CAIV reafirmó que la comunidad judía en Venezuela tuvo una presencia nacional de más de 200 años de cooperación pacífica y democrática, y dijo: "Denunciamos este nuevo e injustificable acto en contra de la comunidad judía de Venezuela, y expresamos nuestro rechazo y profunda indignación."

#### Ataque a Sinagoga de 2009

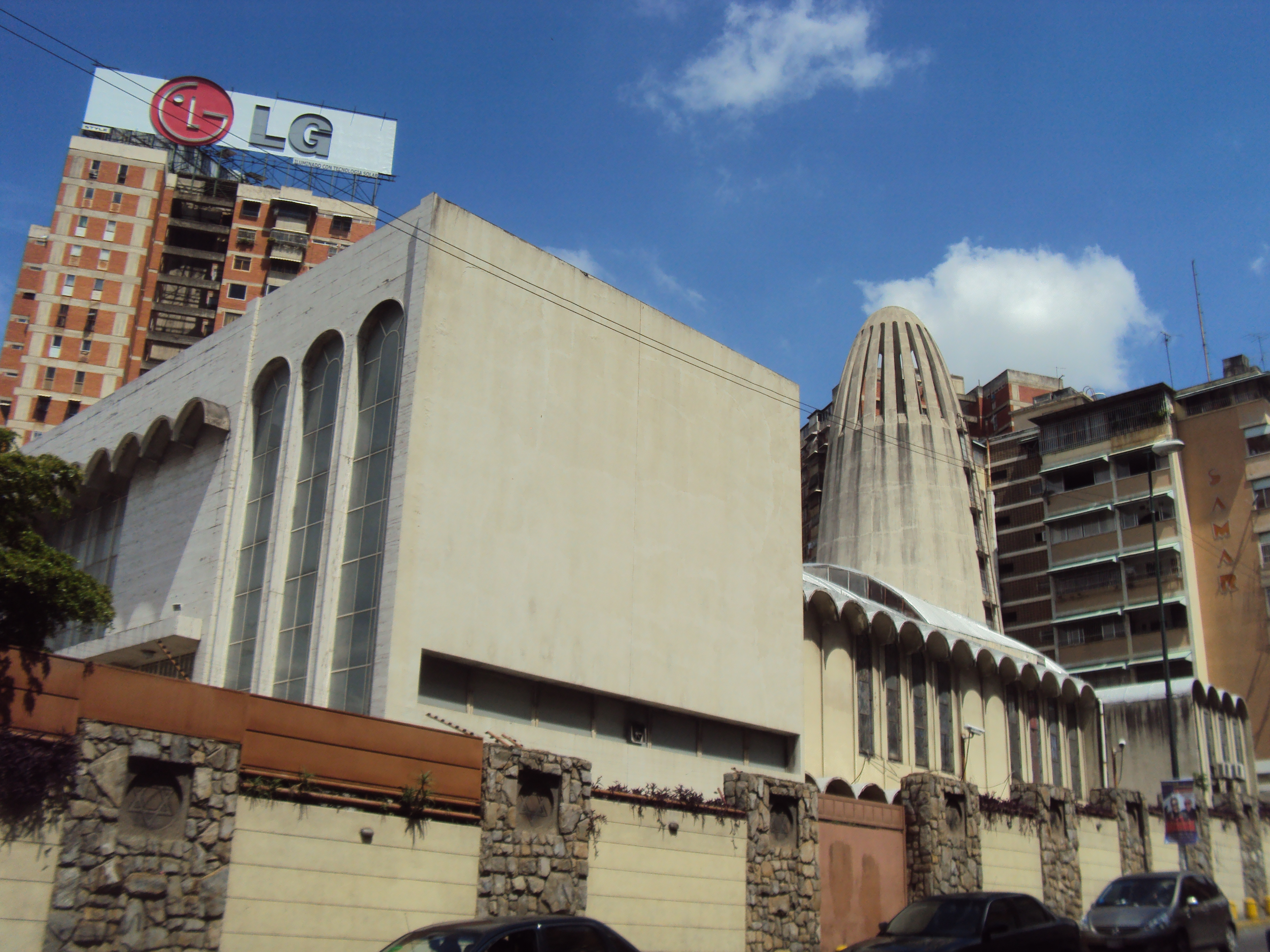
La sinagoga Tiferet Israel en Caracas fue atacada en 2009

Durante la noche del 31 de enero de 2009, tras la incursión de Israel en Gaza, una banda armada que constaba de 15 hombres no identificados irrumpieron en Tiferet Israel, la sinagoga de la Asociación Israelita de Venezuela, la sinagoga más antigua de la capital venezolana Caracas y ocupó el edificio durante varias horas. La banda ató y amordazó a los guardias de seguridad antes de destruir las oficinas y el lugar donde se mantenían los libros sagrados; esto ocurrió durante el shabbat judío. Pintaron las paredes con grafitis antisemitas y antisionistas, pidiendo la expulsión de los judíos del país. Políticos estadounidenses pidieron al presidente venezolano Hugo Chávez que proteja a los judíos del país tras el estallido. Dieciséis republicanos y demócratas escribieron una carta exigiendo un "fin a la intimidación y el hostigamiento de la comunidad judía."

#### Bomba en Sinagoga 2009
A última hora de la tarde del 26 de febrero de 2009, una bomba casera fue arrojada a la sinagoga ortodoxa "Beit Shmuel" en Caracas. Aunque no hubo heridos, las ventanas y un coche sufrieron daños.

#### Otros incidentes antisemitas
El 28 de noviembre de 2012, en Mérida, una variedad de la imaginería antisemita, incluyendo esvásticas, se encontró pintada por toda la ciudad.
En 2013, hubo más de 4.000 incidentes antisemitas en Venezuela según la principal organización judía de Venezuela, CAIV. A lo largo de la campaña presidencial de 2013 uno de los dos candidatos principales, Nicolás Maduro, de ancestro judío, continuó el uso de la retórica antiestadounidense con motivos similares a los utilizados por Chávez en el pasado. En este sentido, acusó a su oponente, Henrique Capriles, también de ancestro judío,  de ser apoyado por el poder del "capitalismo sionista". Maduro afirmó que Capriles actuó en contra de los intereses de Venezuela, a favor de Israel, y en nombre del "lobby judío". Durante esta vez también hubo frecuentes referencias a las raíces judías de Capriles en un esfuerzo por dañar su campaña.
El 30 de diciembre de 2014, los individuos rociaron pintadas antisemitas en la sinagoga sefardí AIV del Este en Caracas. Las pintadas incluía una esvástica y la cruz celta, símbolos utilizados por organizaciones neonazis. El número "6000000", el aproximado número de judíos asesinados durante el Holocausto, también fue escrito con signos de interrogación. La Liga Antidifamación condenó las acciones y recordó al presidente, Nicolás Maduro, junto con su Gobierno que él era "responsable de la seguridad y el bienestar de la comunidad judía de Venezuela".
El 22 de agosto de 2022, en una entrevista con el periodista Vladimir Villegas, el empresario chavista Esteban Trapiello negó el Holocausto, respondiendo cuando se le preguntó: "Cada quien cuenta su historia y yo no estaba en esa historia. No leo, veo películas. Como las películas son de Hollywood, me dicen de una manera la historia. La historia depende de quién la cuente". También expresó en la misma entrevista que le gustaría almorzar con Adolf Hitler para preguntarle "por qué no terminó lo que quería hacer", además de calificar de "idiotas" a los migrantes venezolanos. La Confederación de Asociaciones Israelitas de Venezuela condenó enérgicamente sus declaraciones, calificándolas de delito de odio.

### Medios de comunicación
En su reporte del 2002, el Instituto Stephen Roth (Stephen Roth Institute) dice que un periodista venezolano en los Estados Unidos, Ted Córdova-Claure, "publicó un artículo en el periódico venezolano "Tal Cual", comparando al anterior primer ministro de Israel Ariel Sharon con Adolf Hitler" El Instituto Roth también dijo que un periodista del diario "Frontera", Alfredo Hernández Torres, ha justificado atentados suicidas contra Israel, diciendo que "Sharon muestra más odio que los nazis tenían para los judíos." Torres llamó a Sharon una "bestia", y dijo que Israel se dedica al "genocidio en Jenin... que le daría vergüenza incluso al insensible Hitler". El Instituto Roth informó que los periódicos de Venezuela "El Universal" y "El Nacional" han acusado a Israel de genocidio, con un editorial escrito por María de los Ángeles Serrano en "El Nacional" indicando que judíos israelíes "están hoy estrangulando, deportando, encerrando y matando al pueblo palestino con el mismo entusiasmo que el de sus perseguidores, los nazis". Según el Instituto Roth, entrevistado por "Últimas Noticias", El político y líder del Movimiento V República Tarek William Saab y Franklin González, director de la Escuela de Estudios Internacionales de la Universidad Central de Venezuela, ambos lamentaron que las Naciones Unidas ha desilusionado a los palestinos, y que "las raíces del conflicto yacen en la creación del Estado de Israel, en 1947".

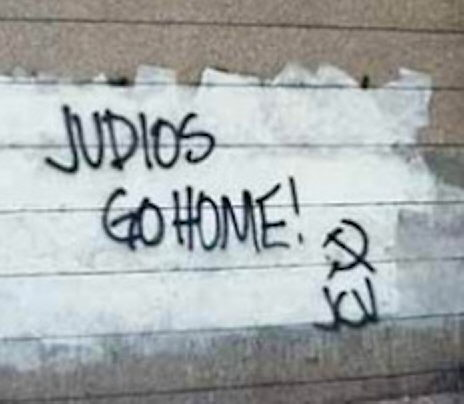
Grafiti en el muro de la Embajada de Israel en Caracas.

La Conferencia Mundial contra el Antisemitismo de 2009 afirmó que los artículos antijudíos había sido impresos en los medios de comunicación patrocinados por Chávez "en un promedio de 45 unidades por mes" en el 2008 y "más de cinco por día" durante el mes de enero de 2009 durante la operación en Gaza (Operación Plomo Fundido).
De acuerdo con el informe "El antisemitismo en Venezuela 2013" de la Confederación de Asociaciones Israelitas en Venezuela (CAIV), "noticias distorsionadas, omisiones y falsas acusaciones" de Israel originadas por la televisión y prensa iraní y la Hispan TV, son repetidas por la RT News de Rusia, la Prensa Latina de Cuba y los medios de comunicación del estado de Venezuela incluyendo a la AVN, Alba TV, La Radio del Sur, Radio Nacional de Venezuela (RNV), YVKE Mundial, Correo del Orinoco y Ciudad CCS. CAIV continúa, afirmando que los medios de comunicación acusan al sionismo de ser un "movimiento depredador", que "los autores antisemitas pretenden establecer diferencias entre la religión judía y el movimiento sionista" y que los medios de comunicación del gobierno venezolano utilizan temas antisemitas.
En el portal web Aporrea permanecen publicados desde hace años distintos artículos de opinión susceptibles de ser interpretados como libelos antisemitas. Esta situación ha sido denunciada por entidades defensoras de derechos humanos como la Liga Antidifamación, que en un informe señaló hasta 136 artículos considerados como antisemitas, y el Centro Simon Wiesenthal. Asociaciones judías del exterior, como la DAIA, también presentaron informes al respecto. Distintos medios de comunicación también han cubierto este tipo de denuncias, siendo el caso más sonado el generado a partir de la publicación del artículo por el profesor de la Universidad Bolivariana de Venezuela Emilio Silva, quien llamaba a "denunciar públicamente con nombre y apellido a los integrantes de grupos judíos de poder con presencia en Venezuela, indicando las empresas de su propiedad para boicotearlas" y a "emplazar públicamente a todo judío que se encuentre en cualquier calle, centro comercial, plaza, etc., a que tome posición, vociferándole consignas a favor de Palestina y en contra del estado-aborto de Israel", artículo que fue posteriormente retirado.

### Acusaciones de antisemitismo de Chávez
El Centro Simon Wiesenthal ha criticado al expresidente Hugo Chávez después de haber comparado al expresidente de España José María Aznar con Hitler.  En el 2005, el rabino Henri Sobel de Brasil un líder del Congreso Judío Mundial, también acusó a Chávez de antisemitismo.
En 2004, después de que venció el referéndum sobre su presidencia, Chávez dijo a la oposición que no se dejen "ser envenenado por los judíos errantes no se dejen ser llevados al lugar que ellos los quieren llevar". Al día siguiente, dijo en la televisión nacional que "Hay algunos -cada día hay menos- dirigencillos que no llevan a nadie, es más aislado cada día, y vagan por ahí como el Judío errante" El Instituto Roth dice que la comunidad judía en Venezuela explica que la frase: "Judíos errantes" fue dirigida metafóricamente a los líderes de los partidos de la oposición y es un término común en el mundo católico. El vicepresidente José Vicente Rangel explicó el significado del término del día siguiente, y aseguró a los líderes de la comunidad judía que había sido utilizado de forma inapropiada.
El Centro Wiesenthal criticó como antisemitas, declaraciones hechas por Chávez durante una celebración de la Navidad de 2005, en un centro de rehabilitación. Al referirse al discurso de diciembre del 2005 Miami Herald dijo: "No es la primera vez que Chávez ha hecho comentarios considerados antisemitas". En el 2005, Chávez declaró que "el mundo es para todos nosotros, pero se da la circunstancia de que una minoría, los descendientes de los mismos que crucificaron a Cristo, los descendientes de los mismos que echaron a Simón Bolívar fuera de aquí y también lo crucificaron a su manera más allá en Santa Marta, en Colombia. Una minoría ha tomado posesión toda la riqueza del mundo".
Un artículo publicado en The Boston Globe trató de un cineasta judío que "huyó del país, temiendo por su vida" en enero de 2006. Según el artículo, los anfitriones de un programa de televisión del gobierno lo acusaron de ser parte de una "conspiración sionista contra Chávez"; al día siguiente Chávez pidió leyes para bloquear la producción de películas que "denigran nuestra revolución".
La JTA (Jewish Telegraphic Agency) dijo en el 2006 que los judíos en Venezuela eran cada vez más temerosos de las críticas de Chávez sobre Israel durante la Guerra del Líbano de 2006 de Israel con Hezbollah. Dijeron que su retórica estaba "avivando las llamas del antisemitismo", y que el comportamiento antisemita reciente no era la típico de Venezuela. Indicaron preocupación por "comentarios incendiarios del gobierno sobre Israel y los judíos". Chávez ha sido acusado de antisemitismo en varias ocasiones por organizaciones como la Liga Antidifamación, que escribió a Chávez pidiéndole que considerar cómo sus declaraciones podrían afectar a Venezuela. El director del área sur de la ADL (Liga Antidifamación) acusó a Chávez de "distorsionar la historia y torturar a la verdad, como lo ha hecho en este caso, es un ejercicio peligroso que hace eco de temas clásicos antisemitas" 
El presidente de "Ciudadanos-venezolanos estadounidenses" con sede en Miami, dijo que en 2006 "Eso es lo que se espera de alguien que se rodea de la escoria del mundo. Él busca a terroristas y dictadores. Es previsible que no iba a defender a un país democrático como Israel ". Líderes de la comunidad judía de Venezuela en Caracas dijeron a El Nuevo Herald que las declaraciones de Chávez han creado una situación de "miedo e incomodidad ... El presidente no es el presidente de un solo grupo, sino de judíos venezolanos también". The Federation of Israeli Associations of Venezuela in 2006 condemned "attempts to trivialize the Holocaust, the premeditated and systematic extermination of millions of human beings solely because they were Jews ... by comparing it with the current war actions".
El diputado chavista Adel El Zabayar Samara, miembro de la Asamblea Nacional venezolana, realizó manifestaciones antisemitas a través del canal televisivo Al-Manar, en las que afirmaba que Hitler asesino a los judíos pertenecientes a las organizaciones progresistas que los principales financieros de Hitler era los judíos sionistas: “Si vemos quien financió a Hitler antes de la Segunda Guerra Mundial, veremos que los principales financieros eran los sionistas …”, “Si analizamos a quiénes asesinó Hitler, veremos que las víctimas fueron los judíos progresistas (…) no va a encontrar entre los muertos a representantes del sionismo internacional. En 1934 acuñaron una moneda que simbolizaba la amistad entre el sionismo y el nazismo alemán”.